# Guzmania angustifolia
Guzmania angustifolia là một loài thực vật có hoa trong họ Bromeliaceae. Loài này được (Baker) Wittm. mô tả khoa học đầu tiên năm 1890.

## Hình ảnh

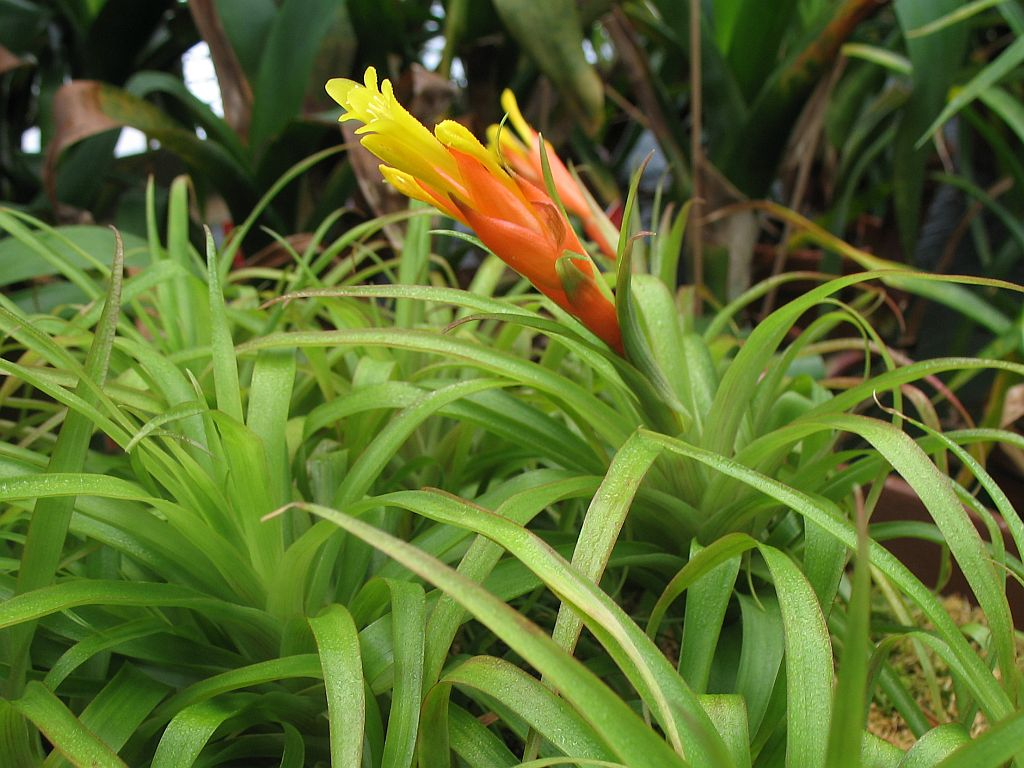